# Sibirstånds
Sibirstånds (Ligularia sibirica) är en växtart i familjen korgblommiga växter. Arten är utbredd från centrala Europa till östra Asien, men odlas ibland som trädgårdsväxt i Sverige.